# Pterolophia yenae
Pterolophia yenae là một loài bọ cánh cứng trong họ Cerambycidae.